# (100301) 1995 FH12
(100301) 1995 FH12 es un asteroide perteneciente al cinturón de asteroides, descubierto el 27 de marzo de 1995 por el equipo del Spacewatch desde el Observatorio Nacional de Kitt Peak, Arizona, Estados Unidos.

## Designación y nombre
Designado provisionalmente como 1995 FH12.

## Características orbitales
1995 FH12 está situado a una distancia media del Sol de 3,010 ua, pudiendo alejarse hasta 3,337 ua y acercarse hasta 2,683 ua. Su excentricidad es 0,108 y la inclinación orbital 9,833 grados. Emplea 1908 días en completar una órbita alrededor del Sol.

## Características físicas
La magnitud absoluta de 1995 FH12 es 15,5.